# Франклін Тауншип (округ Сасквеганна, Пенсільванія)
Франклін Тауншип (англ. Franklin Township) — селище (англ. township) в США, в окрузі Сасквегенна штату Пенсільванія. Населення — 833 особи (2020).

## Демографія
Згідно з переписом 2010 року, у селищі мешкало 937 осіб у 371 домогосподарстві у складі 286 родин. Було 488 помешкань
Расовий склад населення:
| - 99,9 % — білих - 0,1 % — чорних або афроамериканців |

До двох чи більше рас належало 0,0 %. Частка іспаномовних становила 1,7 % від усіх жителів.
За віковим діапазоном населення розподілялося таким чином: 20,8 % — особи молодші 18 років, 60,5 % — особи у віці 18—64 років, 18,7 % — особи у віці 65 років та старші. Медіана віку мешканця становила 47,3 року. На 100 осіб жіночої статі у селищі припадало 103,7 чоловіків;  на 100 жінок у віці від 18 років та старших — 105,5 чоловіків також старших 18 років.
Середній дохід на одне домашнє господарство  становив 58 948 доларів США (медіана — 54 219), а середній дохід на одну сім'ю — 66 545 доларів (медіана — 58 750). Медіана доходів становила 47 396 доларів для чоловіків та 25 417 доларів для жінок. За межею бідності перебувало 16,3 % осіб, у тому числі 34,9 % дітей у віці до 18 років та 6,6 % осіб у віці 65 років та старших.
Цивільне працевлаштоване населення становило 465 осіб. Основні галузі зайнятості: освіта, охорона здоров'я та соціальна допомога — 17,4 %, роздрібна торгівля — 16,3 %, будівництво — 12,0 %, виробництво — 10,3 %.